# Comuna Botiz, Satu Mare
Botiz este o comună în județul Satu Mare, Transilvania, România, formată numai din satul de reședință cu același nume.

## Istoric
Prima mențiune documentară despre Botiz datează din 1369, când un anumit Simon a cerut regelui Ludovic I al Ungariei să devină proprietar al satului. În 1422, Jakab Vetéssy a invadat așezarea și i-a jefuit pe iobagii care locuiau aici.
În 1433 Botizul a aparținut familiei Mórocz, dar când aceasta a dispărut, în 1496, satul a devenit proprieatea familiei Drăgoșeștilor și a familiei Báthory. Alte familii de moșieri care mai târziu au avut pământ în sat au fost Jakó, Fényes, Osvát și Ecsedy încă de la sfârșitul secolului al XVIII-lea.
În 1920 satul Oșvarău, care avea 665 de locuitori, preponderent etnici români, și care era atestat încă din anul 1215 s-a unit cu Botizul. Înainte de asta, la Botiz locuiau 1.505 persoane, dintre care 754 români, 667 maghiari și 64 evrei.

## Demografie
Componența etnică a comunei Botiz
     Români (75,8%)
     Maghiari (13,6%)
     Romi (3,36%)
     Alte etnii (0,19%)
     Necunoscută (7,05%)
Componența confesională a comunei Botiz
     Ortodocși (39,79%)
     Greco-catolici (24,53%)
     Romano-catolici (14,26%)
     Reformați (7,66%)
     Penticostali (4,27%)
     Alte religii (2,25%)
     Necunoscută (7,24%)
Conform recensământului efectuat în 2021, populația comunei Botiz se ridică la 3.604 locuitori, în scădere față de recensământul anterior din 2011, când fuseseră înregistrați 3.622 de locuitori. Majoritatea locuitorilor sunt români (75,8%), cu minorități de maghiari (13,6%) și romi (3,36%), iar pentru 7,05% nu se cunoaște apartenența etnică. Din punct de vedere confesional, cei mai mulți locuitori sunt ortodocși (39,79%), cu minorități de greco-catolici (24,53%), romano-catolici (14,26%), reformați (7,66%) și penticostali (4,27%), iar pentru 7,24% nu se cunoaște apartenența confesională.

## Politică și administrație
Comuna Botiz este administrată de un primar și un consiliu local compus din 13 consilieri. Primarul, Ioan Mureșan[*], de la Partidul Național Liberal, este în funcție din 2016. Începând cu alegerile locale din 2024, consiliul local are următoarea componență pe partide politice:
|  | Partid                                 | Consilieri | Componența Consiliului | Componența Consiliului | Componența Consiliului | Componența Consiliului | Componența Consiliului |
|  | -------------------------------------- | ---------- | ---------------------- | ---------------------- | ---------------------- | ---------------------- | ---------------------- |
|  | Partidul Național Liberal              | 5          |                        |                        |                        |                        |                        |
|  | Uniunea Democrată Maghiară din România | 4          |                        |                        |                        |                        |                        |
|  | Partidul Social Democrat               | 2          |                        |                        |                        |                        |                        |
|  | Uniunea Salvați România                | 1          |                        |                        |                        |                        |                        |
|  | Alianța pentru Unirea Românilor        | 1          |                        |                        |                        |                        |                        |